# A10 – new European architecture
Az A10 – new European Architecture egy 2004-ben alapított, kéthavonta megjelenő európai építészeti folyóirat volt. A magazin főszerkesztője Hans Ibeling, grafikai szerkesztője Arjan Groot volt. Az A10 70 tudósítója Nyugat-, Közép- és Kelet-Európa kortárs építészeti alkotásairól adott hírt az európai olvasóközönségnek. A folyóiratot Belgiumban nyomtatták, és Amszterdamban jelent meg. A folyóirat 2016-ban megszűnt.

## Külső hivatkozások
- A10 honlapja